# أنتوني دبليو إيشي
أنتوني دبليو إيشي (بالإنجليزية: Anthony W. Ishii) (و. 1946 – م)هو محامي، وقاضي من الولايات المتحدة الأمريكية .